# Bjalynitski Rajon
Bjalynitski Rajon (vitryska: Бялыніцкі Раён, ryska: Белыничский район) är ett distrikt i Belarus.   Det ligger i voblasten Mahiljoŭs voblast, i den nordöstra delen av landet, 140 kilometer öster om huvudstaden Minsk.